# ورزشگاه الفیحا
ورزشگاه الفیاa (به عربی: ملعب الفیحاء) یک ورزشگاه در سوریه است که در دمشق واقع شده‌است.